# Balasinor (stato)
Lo Stato di Balasinor fu uno stato principesco del subcontinente indiano, avente per capitale Balasinor.

## Storia
Lo stato di Balasinor venne fondato il 28 settembre 1758 dal governante Pashtun, il nawab Sardar Muhammed khan Babi appartenente alla famiglia dell'ultimo governatore del Gujarat per conto dell'Impero mughal. Lo stato appartenne all'Agenzia di Rewa Kantha della Presidenza di Bombay.
Una delle discendenti dell'ultimo sovrano dello stato è la principessa Aaliya Sultana Babi, divenuta nota nel 2009 per aver viaggiato ad Ingatestone nel Regno Unito per trovare marito. Il suo viaggio divenne tema di un programma della BBC col nome di Undercover Princesses. Anche un suo parente, Salauddinkhan Babi, partecipò ad un programma simile nei Paesi Bassi nel 2010 alla ricerca di una moglie.

## Governanti

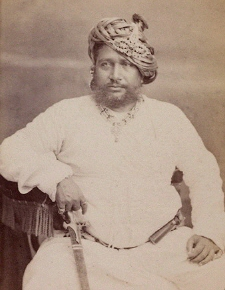
Il nawab Mohammad Zorawar Khanji (1828-1882).

I governanti ebbero il titolo di Nawab Babi. A loro venne garantito un saluto ufficiale con 9 colpi di cannone a salve nelle occasioni ufficiali.

### Nawab Babi
- Sardar Muhammed khan Babi 28 settembre 1758 – 17..
- Jamiyat Khanji Muhammad Khanji 17.. – ...
- Salabat Khanji Jamiyat Khanji (n. ... m. 1820) – maggio 1820
- Abid Khanji May 1820 – 1822
- Jalal Khanji = Edal Khanji (n. ... m. 1831) 1822 – 2 dicembre 1831
- Zorawar Khanji (n. 1828 m. 1882) 2 dicembre 1831 – 30 novembre 1882
- Munawar Khanji Zorawar Khanji (n. 1846 m. 1899) 30 novembre 1882 – 24 marzo 1899
- Jamiyat Khanji Munawar Khanji (n. 1894 m. 1945) 24 marzo 1899 – 2 febbraio 1945
- Muhammad Salabat Khan (n. 1944) 2 febbraio 1945 – 15 agosto 1947